# Cromosoma marcador

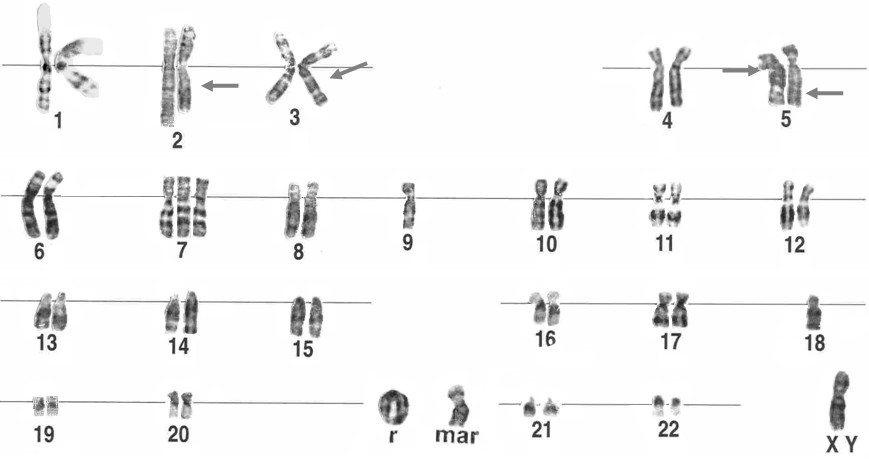
Cariograma humano de carcinoma de vejiga. mar indica el cromosoma marcador, de origen desconocido, y r un cromosoma anillo.

Un cromosoma marcador se define como un cromosoma extra con una estructura anormal, que no responde al cariograma estándar. Se expresa como "mar+". El contenido del marcador varía según su procedente. Algunos ejemplos de cromosomas marcadores son los cromosomas anulares no identificados, derivativos y dicéntricos.

## Frecuencia
Se encuentran cromosomas marcadores en 0,14-0,72 de cada 1000 recién nacidos, mientras que en exámenes prenatales se encuentran en un ratio de 0,65-1,5 de cada 1000. El riesgo de anormalidades fenotípicas asociadas al cromosoma marcador depende de factores tales como su heredabilidad, origen cromosómico, morfología, contenido (presencia o ausencia de eucromatina) y estructura de éste.

## Origen
Un cromosoma marcador puede ser heredado o aparece de novo. En el caso de que aparezca de novo, puede deberse a una anormalidad durante la duplicación del material genético en la meiosis y posterior reorganización cromosómica: separación de un cromosoma en su plano horizontal por el centrómero en lugar de separar las cromátidas hermanas, y posterior duplicación, translocación y posterior duplicación del material genético. Es por tanto en esencia, una trisomía parcial.
Si el cromosoma marcador contiene material genético que no se transcribe, puede no tener un efecto en el fenotipo. De ahí que un marcador pueda ser heredado en una familia sin ninguna consecuencia fenotípica. Algunos marcadores pueden perderse durante la división celular si son lo suficientemente pequeños. Algunos individuos pueden tener varios cromosomas marcadores.
El marcador más común proviene de una duplicación invertida del cromosoma 15, que deriva en el Síndrome de Inversión Duplicación del cromosoma 15, una enfermedad rara. El cromosoma extra se compone de la región centromérica junto al locus 15q11q13. En el proceso de gametogénesis, esta región con numerosas repeticiones es muy susceptible a romperse, y en ocasiones puede duplicarse e invertirse para unirse a su secuencia hermana, dando lugar al cromosoma marcador.

### Análisis de un cromosoma marcador
Durante la última década, las técnicas de análisis molecular han ayudado a la caracterización de estos cromosomas marcadores. La secuenciación del genoma humano ha hecho posible el avance en análisis estructural de los cromosomas y su secuencia, de modo que se pueden correlacionar con su fenotipo derivado.
La técnica de diagnóstico molecular más usada para determinar la procedencia de un cromosoma marcador, es el FISH inverso. En un FISH inverso, el marcaje se realiza sobre el cariograma problema. Se aísla el cromosoma marcador del cariograma problema. A continuación, preparamos otra muestra de un cariograma con cromosomas sin anomalías de un varón (para tener también una muestra del cromosoma Y) y le añadimos nuestro cromosoma marcador como sonda, que hibridará con alguno de los cromosomas del donante por la complementariedad de su secuencia. De esta forma, podríamos determinar el origen del cromosoma marcador, que pasaría a denominarse "cromosoma derivativo".